# 科学拟刺铠虾
科学拟刺铠虾（学名：Munidopsis kexueae）一种于西太平洋雅浦海沟附近的海山发现的十足目鎧甲蝦類，隶属于仿刺铠虾科仿刺铠虾属（拟刺铠虾属）。本种模式标本是中国科学院海洋研究所（IOCAS）利用“科学号”科考船拖网捕获，种小名即取自“科学号”科考船的船名。

## 形态特征
科学拟刺铠虾的背甲和第一步足呈深橙色，刺尖发白，第二至第四步足为浅橙色至白色。其眼柄侧面有特殊的刺，螯足有成列的刺，额角比较长。

## 生境
科学拟刺铠虾被发现于雅浦海沟附近1472－1751米深的海山中。